# Arturo Tanco
Arturo "Bong" R. Tanco jr. (Manilla, 22 augustus 1933 - 18 april 1985) was een Filipijns politicus en minister. Tanco was van 1971 tot 1984 Minister van Landbouw in het kabinet van president Ferdinand Marcos jr.. Van 1978 tot 1984 was hij tevens lid van het Batasang Pambansa, het Filipijns parlement in het tweede deel van de periode Marcos.

## Biografie
Arturo Tanco werd geboren op 22 augustus 1933 in de Filipijnse hoofdstad Manilla. Zijn ouders waren elektrotechnisch ingenieur Arturo V. Tanco sr. en Patricia Roxas. Tanco behaalde een Bachelor of Arts-diploma aan de Ateneo de Manila University en voltooide daarna nog een Master-opleiding arbeidsverhoudingen aan de Cornell-universiteit en een doctoraat bedrijfskunde aan Harvard-universiteit in de Verenigde Staten. Na zijn studie was Tanco actief als vakbondsleider. Hij was van 1955 tot 1957 lid het bestuur en vicepresident van de vakcentrale FFW (Federation of Free Workers). Later was hij management consultant van de Bank of America, algemeen directeur van Philippine Investment Management Consultants Inc., president en algemeen directeur van Management & Investment Development Associates Inc. Tanco was ook betrokken bij de oprichting van het Southeast Asia Research Center for Agriculture en was directeur van het International Rice Research Institute (IRRI) in Los Baños
Op 10 maart 1970 werd Tanco door president Ferdinand Marcos benoemd tot onderminister van Landbouw en Natuurlijke Hulpbronnen. Een klein jaar later, op 14 januari 1971, werd hij door Marcos aangesteld als minister van Landbouw en Natuurlijke Hulpbronnen. Vanaf mei 1974 was Tanco na een ministeriele reorganisatie Minister van Landbouw. In zijn periode als minister van Landbouw, die zou duren tot juni 1984 was Tanco verantwoordelijk voor diverse programma's die de productie van rijst, mais en groenten in de Filipijnen moesten vergroten. In de loop der jaren produceerden de Filipijnen hierdoor uiteindelijk voldoende rijst en mais voor eigen gebruik en werden door het Masagana 99-programma vanaf 1977 zelfs rijst-exporteur in plaats van een rijst-importeur. Tanco werd in 1977 ook gekozen tot president van de World Food Council van de Verenigde Naties. Deze functie zou hij bekleden tot 1981. Nadat Tanco in 1984 bij de verkiezingen voor een zetel in het Batasang Pambansa verloor, diende hij zijn ontslag als minister voor Landbouw in. Hij werd opgevolgd door de onderminister van Landbouw Salvador Escudero III.
Tanco overleed in april 1985 op 51-jarige leeftijd aan de gevolgen van kanker. Hij was getrouwd met Patricia Pickett en kreeg met haar een zoon en twee dochters.